# لا دلتا (کالیفرنیا)
لا دلتا (به انگلیسی: La Delta) یک منطقهٔ مسکونی در ایالات متحده آمریکا است که در شهرستان سن برناردینو، کالیفرنیا واقع شده‌است. لا دلتا ۷۸۹ متر بالاتر از سطح دریا واقع شده‌است.